# Eccilia haeusleriana
Eccilia haeusleriana är en svampart som beskrevs av Henn. 1896. Eccilia haeusleriana ingår i släktet Eccilia och familjen Entolomataceae.   Inga underarter finns listade i Catalogue of Life.